# Infanteria lleugera
La infanteria lleugera és un tipus especialitzat d'Infanteria, pensada per a les incursions en profunditat en el territori enemic.
A tal fi, va equipada amb mitjans lleugers per tal de tenir gran mobilitat i desenvolupar eficaçment les missions d'exploració, emboscada i assalt. Donada la complicació i el risc que comporten les seves missions, són unitats formades per tropes d'elit.

## Història de la Infanteria lleugera

### Edat antiga
El concepte de la infanteria lleugera ja estava present en les civilitzacions de l'antiguitat clàssica. Tropes com els peltastes grecs o els vèlits romans podrien encaixar en la denominació de la infanteria lleugera, no tant per la lleugeresa del seu equipament (que progressivament es feu més pesant en el cas dels peltastes), sinó pel fet de lluitar en ordre obert en una època marcada on el combat determinat per la falange i la legió és exclusivament d'ordre tancat (en formació tancada).

### Edat mitjana
L'hegemonia en el món medieval vingué marcada per la que ha estat qualificada com la millor infanteria lleugera de la història: la Companyia Catalana d'Orient d'almogàvers. En el període de conquesta cristiana dels territoris islàmics peninsulars, començaren a aparèixer en tots els regnes cristians peninsulars cossos especialitzats en la incursió i el saqueig sobre les terres musulmanes. En el cas de la Corona d'Aragó, aquestes cossos reberen el nom d'almogàvers i constituïren un tropa auxiliar a bastament utilitzada en l'emirat de Balànsiya i la guerra de Sicília. Un cop finalitzat el període de conquesta, aquest cos es convertí en un problema per als monarques, incapaços tant de reintegrar-los en la vida civil com de donar-los un lloc en un exèrcit format essencialment per l'aristocràcia de la terra. La solució que es trobà fou la de crear un cos expedicionari per a lluitar contra els turcs que atacaven l'Imperi Romà d'Orient: era el naixement de la Gran Companyia Catalana d'almogàvers. La fita més important d'aquest cos fou la victòria sobre la cavalleria francesa en la batalla del Cefís. En una època on l'hegemonia del camp de batalla pertanyia a la cavalleria pesant, la victòria de la infanteria lleugera catalana fou quelcom d'inconcebible per al seu temps.

### Edat Moderna
L'Edat Moderna ve determinada per l'augment de la població i la reaparició de les formacions tancades que imitaven la falange grega i la legió romana; tal és el cas dels Terços hispànics. Però en un món que altra volta tornava a estar dominat per les grans formacions i la disciplina, la infanteria lleugera es revelà novament com un cos auxiliar imprescindible per als exèrcits regulars.
Tal és el cas dels miquelets, unitats irregulars alçades a Catalunya amb la idèntica finalitat amb què havien estat llevats els cossos d'almogàvers dos-cents anys enrere. El cos de miquelets catalans fou emprat a bastament tant a la Monarquia Hispànica com al Regne de França en les guerres del segle xvi i XVIII.
És entre els segles xvii i XVIII que s'estableix oficialment, i no tan sols de fet, la distinció entre infanteria de línia i infanteria lleugera. Aquesta darrera es compon d'unitats equivalents als miquelets quant a la forma de combatre, però que ja no eren irregulars, sinó tropes regulars integrades en l'estructura dels exèrcits permanents de l'època. A aquestes unitats se'ls proporcionaren fusells i en alguns països, com ara Catalunya o Anglaterra, foren també coneguts pel nom de fusellers (mot que, emperò, generalment designa el simple soldat d'infanteria de línia). A França, aquestes tropes foren anomenades voltigeurs i a Alemanya, Jägers ('caçadors'), denominació imitada després per França (chasseurs) i també a l'Espanya del segle xix (cazadores, per bé que també foren anomenats tiradores), a Portugal (caçadores), etc. En el món anglosaxó, la infanteria lleugera prengué la denominació de rifles (Regne Unit) o de rangers (EUA), termes que, literalment, signifiquen 'fusellers', però que caldria adaptar com a 'caçadors'. Inicialment també formaven part de la infanteria lleugera els dragons, que es desplaçaven a cavall però combatien a peu; posteriorment els dragons foren transferits a la cavalleria lleugera.
A la majoria d'exèrcits era típic que l'uniforme de la infanteria lleugera fos de color verd.

### Edat Contemporània
Al llarg del segle xix, les diferències entre la infanteria lleugera i la de línia s'anaren diluint, fins que a mitjan segle s'abolí la distinció i restà un únic tipus d'infanteria polivalent, composta, això sí, de fusellers, granaders i caçadors, que romandrien força temps per tradició de cos.
L'equivalent actual de la infanteria lleugera és constituït per unitats d'elit (forces especials), que han anat assumint tasques cada volta més especialitzades. Aquest tipus d'unitats acostuma d'actuar a nivell de regiment o companyies, sense arribar a formar normalment divisions completes com la infanteria convencional.